# Santuario della Beata Vergine del Pilastrello (Dovera)
Il santuario della Beata Vergine del Pilastrello (in dialetto cremasco: santüare dala Madòna dal Pilastrèl) è un luogo di culto mariano situato a Dovera.

## Collocazione
Il santuario è posto nel pieno centro dell'abitato di Dovera, lungo la strada provinciale Bergamina.

## Origini del culto
Secondo la tradizione, nell'anno 1386 la Madonna sarebbe apparsa a una giovinetta di nome Caterina, sorda e con la mano destra inabile. Maria avrebbe ottenuto alla ragazza l'uso dell'udito e della mano. Il fatto avvenne accanto alla fontana del paese, presso la quale su un pilastro era dipinta l'immagine della Madonna col Bambino.

## Vicende religiose e costruttive
A protezione dell'effigie della Madonna presso la quale sarebbe avvenuta l'apparizione venne costruita una piccola cappella. Accanto alla cappella fu innalzata una chiesa di maggior dimensioni, detta “dei Santoni”, giunta immutata ai giorni nostri nonostante i vari usi che se ne fecero nel corso dei secoli: ad esempio, nel XVIII secolo l'edificio fu requisito dal Duca di Vendôme per usi militari. Nel 1836 la chiesa fu adibita a lazzaretto per i malati di un'epidemia di colera; nel 1859 gli austriaci la trasformarono in caserma, e come tale fu utilizzata dai piemontesi nel 1866; nel 1876 fu ancora adibita a lazzaretto, questa volta per i malati di vaiolo.
Per quanto riguarda la cappella: nel 1639 era in cattivo stato di conservazione: l'effigie della Madonna fu trasferita nella chiesa dei Santoni e la costruzione fu demolita e ricostruita nel 1642.
Tra gli anni 1920 e 1922 la cappella fu parzialmente riedificata per adempiere ad un voto espresso durante il primo conflitto mondiale.
Nel 1954 l'effigie della Madonna nella chiesa dei Santoni fu incoronata ad opera del vescovo monsignor Tarcisio Vincenzo Benedetti.
Solenni celebrazioni in occasione del sesto centenario dall'apparizione furono approntate nel 1986 alla presenza del cardinale Opilio Rossi.

## Caratteristiche
Il complesso dei due edifici si trova all'interno di un'area verde cinta da una recinzione con statue di angeli.

### La chiesa dei Santoni
La chiesa ha uno stile rustico ed è preceduto da un portico che richiama le cascine lombarde. Sulla facciata – interamente affrescata - in posizione centrale si apre il semplice portale, sopravanzato da una lunetta con l'affresco del Cristo che emerge dal sepolcro. Sopra la lunetta è posta l'immagine dell'Annunciazione con le figure di Maria, dell'Angelo, del Santo Padre e la colomba dello Spirito Santo. In mezzo all'affresco si apre una finestra dalla forma di una croce.
Ai lati della facciata due grandi figure: san Cristoforo, protettore dei viandanti e della morte improvvisa senza sacramenti, e sant'Antonio Abate, protettore degli animali e del fuoco.
L'interno è ad aula unica con l'abside rivolta ad oriente. Ha un apparato pittorico molto sviluppato, soprattutto nella fascia inferiore e sulla controfacciata. Vi sono raffigurati la Madonna in Trono, gli episodi della vita di Cristo, sant'Antonio abate, san Bartolomeo, san Michele, san Giacomo, la Maddalena. Vi sono anche figure di vescovi e santi non facilmente identificabili, forse san Bassiano (patrono della diocesi di Lodi), san Siro (patrono di Pavia, dalla cui diocesi dipendeva Dovera fino all'anno 1820) e san Pantaleone (patrono della diocesi di Crema). Altri affreschi riprendono santa Teodora, la Madonna della Misericordia, il trapasso della Vergine, lacerti di una Crocifissione, varie fasi della vita di santa Caterina d'Alessandria (qui presente per l'apparizione della Madonna alla fanciulla di nome Caterina).
I dipinti risalgono tra la fine del XVI secolo e la prima metà del XV secolo e l'attribuzione è incerta, non dovuta ad un progetto di decorazione unitario.
Una balaustra marmorea realizzata nel 1744 divide l'aula dalla zona presbiteriale.
Nell'abside è posta la Madonna del Pilastrello originaria, qui trasferita nel XVII secolo. Il presbiterio è affrescato con Cristo e gli angeli, attribuito da Cesare Alpini ad Antonio Bottazzi.

### La cappella
A destra della chiesa dei Santoni sorge la cappella rifatta nel 1642 e rinnovata tra il 1920 e il 1922 ad opera di un architetto cremonese, Giuseppe de Micheli. È composta da un atrio (probabilmente una parte dell'edificio seicentesco) con affreschi moderni sulla volta realizzati da Renato Fasoli. Alle pareti i santi Bernardo e Domenico di attribuzione incerta. L'atrio è completato da due altari: uno ha un affresco settecentesco raffigurante l'Apparizione della Vergine a Caterina, di Mauro Picenardi oppure di Francesco Corneliani; l'altro affresco è del 1922 e raffigura la Madonna della Pace, un'opera di Cesare Sacchi.
Oltre l'atrio si apre un'aula ottagonale con cupola; domina un gruppo ligneo raffigurante l'apparizione della Madonna a Caterina, opera realizzata nel 1922 dai fratelli Cappuccini di Milano. L'apparato decorativo è moderno, compiuto da Alessandro Casali e Cesarino Minestra.

## Galleria d'immagini

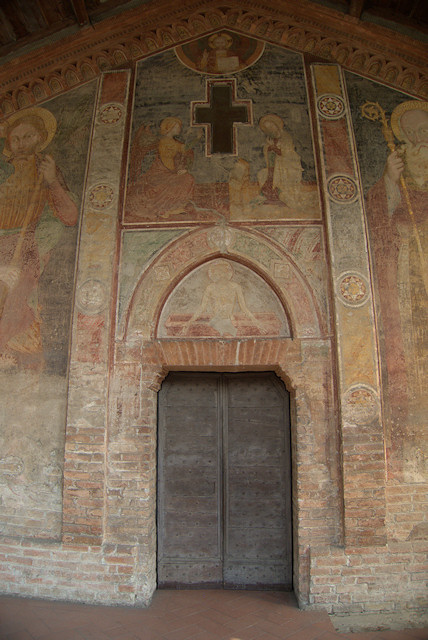
La facciata della chiesa dei Santoni
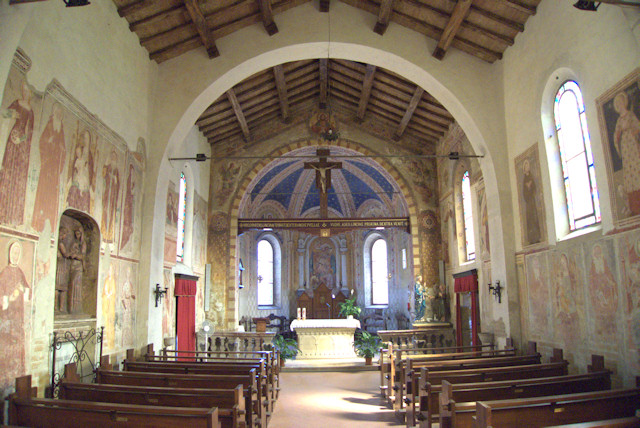
Interno della chiesa dei Santoni
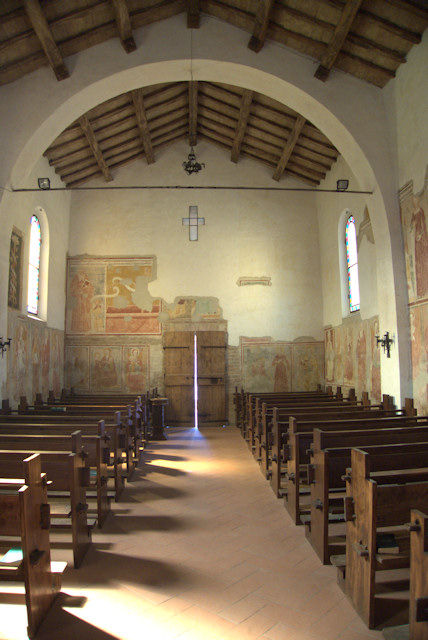
Interno della chiesa dei Santoni, verso la controfacciata
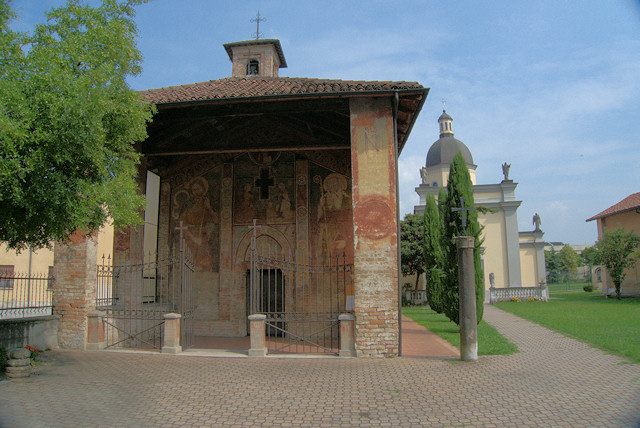
La chiesa dei Santoni e la cappella
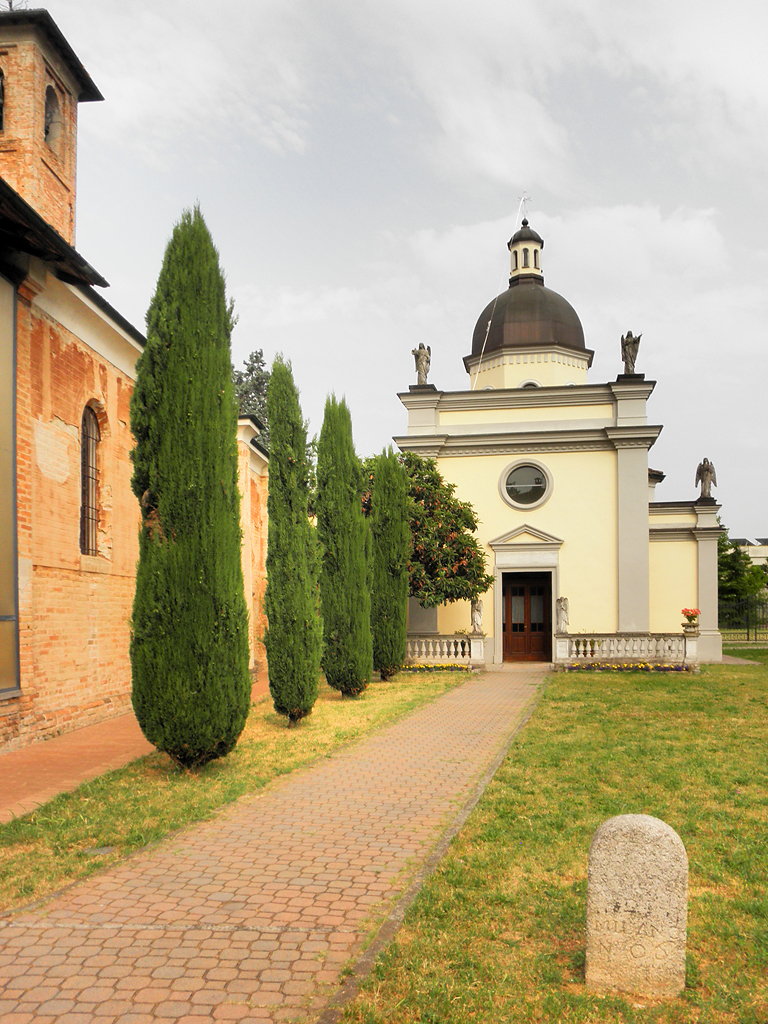
La facciata della cappella
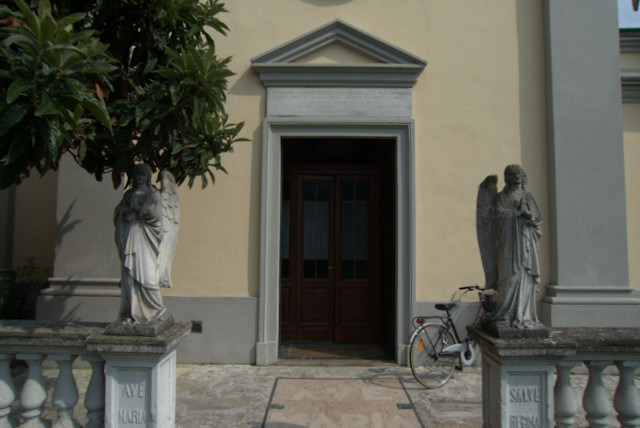
Ingresso alla cappella
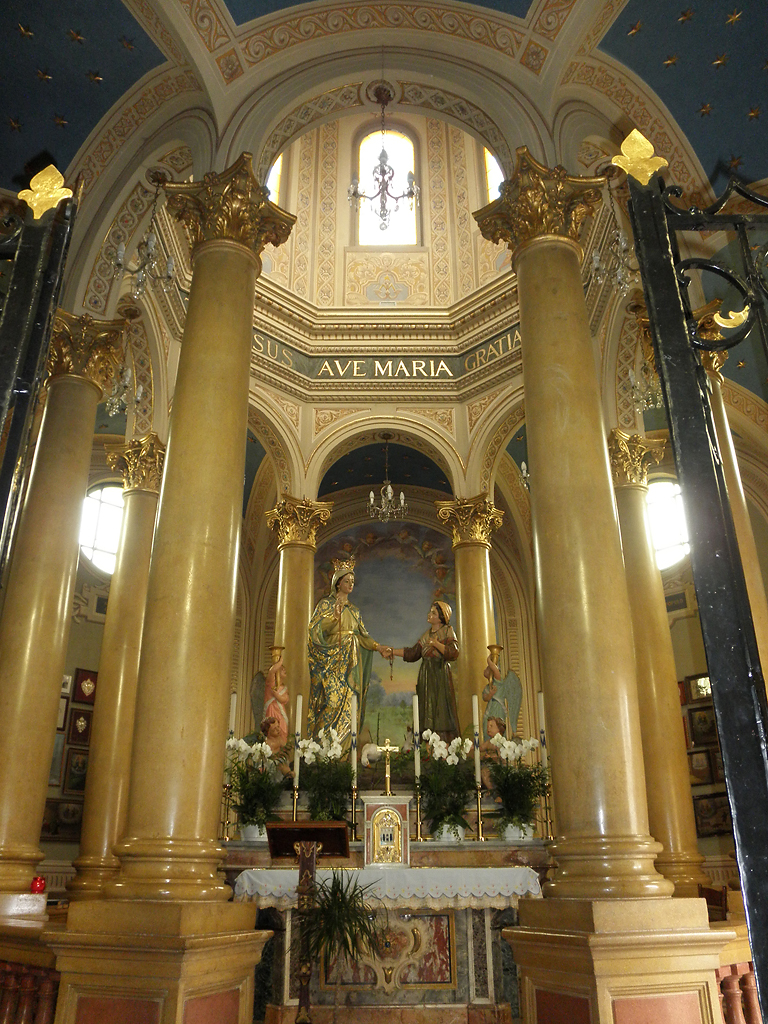
Interno della cappella